# Liste der Baudenkmale in Schönwalde (Vorpommern)
In der Liste der Baudenkmale in Schönwalde sind alle denkmalgeschützten Bauten der vorpommerschen Gemeinde Schönwalde und ihrer Ortsteile aufgelistet. Grundlage ist die Veröffentlichung der Denkmalliste des Kreises Uecker-Randow mit dem Stand vom 1. Februar 1996.

## Baudenkmale nach Ortsteilen

### Dargitz
| ID | Lage                                  | Bezeichnung                                               | Beschreibung | Bild                                                      |
| -- | ------------------------------------- | --------------------------------------------------------- | --- | --------------------------------------------------------- |
|    | Dorfstraße 19 (Karte)                 | Bauernhof mit Wohnhaus, Einfriedung und Stall             | |                                                           |
|    | Dorfstraße 38 (Karte)                 | Bauernhof mit Wohnhaus und Stall                          | |                                                           |
|    | Dorfstraße 46 (Karte)                 | Scheune                                                   | |                                                           |
|    | (Karte)                               | Kirche mit Friedhofsportal und vier Grabsteinen (19. Jh.) | Die Feldsteinkirche entstand in der zweiten Hälfte des 13. Jahrhunderts; der Turmaufsatz wurde im Jahr 1978 erneuert. Im Innern steht unter anderem ein Altarretabel aus dem Anfang des 18. Jahrhunderts. | Kirche mit Friedhofsportal und vier Grabsteinen (19. Jh.) |
|    | Straße nach Schönwalde, Nr. 2 (Karte) | Wohnhaus, Stall und Bäume                                 | |                                                           |

### Schönwalde
| ID | Lage    | Bezeichnung                                                                                              | Beschreibung                                                                      | Bild |
| -- | ------- | --- | --------------------------------------------------------------------------------- | ---- |
|    | (Karte) | Gutsanlage mit Gutshaus (Nr. 18), zwei Landarbeiterhäusern (Nr. 6 und 7), Speicher (Nr. 15), und Scheune | Gutshaus: 1-gesch., 9-achs. Putzbau mit außermittigem, barocken, 2-gesch. Risalit |      |

### Stolzenburg
| ID | Lage                  | Bezeichnung               | Beschreibung                                          | Bild                      |
| -- | --------------------- | ------------------------- | ----------------------------------------------------- | ------------------------- |
|    | (Karte)               | Kirche mit Friedhofsmauer | Der Taufengel war Denkmal des Monats im Oktober 2017. | Kirche mit Friedhofsmauer |
|    | (Karte)               | Kriegerdenkmal 1914/1918  |                                                       | Kriegerdenkmal 1914/1918  |
|    | Dorfstraße 14 (Karte) | Speicher mit Wohnung      |                                                       |                           |
|    | Dorfstraße 15 (Karte) | Wohnhaus                  |                                                       |                           |
|    | Dorfstraße 22 (Karte) | Wohnhaus und Stall        |                                                       |                           |
|    | Dorfstraße 26 (Karte) | ehem. Schule              |                                                       |                           |
|    | Dorfstraße 28 (Karte) | Stallspeicher             |                                                       |                           |

## Quelle
- Bericht über die Erstellung der Denkmallisten sowie über die Verwaltungspraxis bei der Benachrichtigung der Eigentümer und Gemeinden sowie über die Handhabung von Änderungswünschen (Stand: Juni 1997)